# 세계는 어디까지 푸른 하늘인가?
〈세계는 어디까지 푸른 하늘인가?〉(世界はどこまで青空なのか？ 세계는 어디까지 푸른 하늘인가?[*])는 NGT48의 2번째 싱글이다.

## 배경과 릴리즈
- 전작 〈청춘시계〉로부터 약 8개월 만의 싱글이며, 2017년 9월 7일에 열린 팀NIII 극장 공연에서 발표 및 선발 멤버가 발표되었다.
- 《AKB48 그룹 리퀘스트 아워 세트리스트 베스트 100 2018》에서 1위를 차지하였다.
- 오기노 유카가 센터를 맡은 싱글이며, 전작과 같이 CD와 함께 제공되는 DVD의 특전 영상에는 멤버 26명이 각각 다른 크리에이터와 콜라보한 영상 작품이 수록되어있다.

## 수록곡

### Type-A
자켓 사진: 오구마 츠구미, 카시와기 유키, 오기노 유카, 키타하라 리에, 카토 미나미, 카도 유리아
CD
1. 世界はどこまで青空なのか？ / 세계는 어디까지 푸른 하늘인가?
2. 僕の涙は流れない / 내 눈물은 흐르지 않아 - SNS 선발
3. 大人になる前に / 어른이 되기 전에 - 리얼 학생 선발
4. 世界はどこまで青空なのか？ off vocal ver.
5. 僕の涙は流れない off vocal ver.
6. 大人になる前に off vocal ver.

DVD
1. 世界はどこまで青空なのか？ Music Video
2. 大人になる前に Music Video
3. collaboration

### Type-B
자켓 사진: 스가하라 리코, 타카쿠라 모에카, 나카이 리카, 타노 아야카, 사토 안쥬
CD
1. 世界はどこまで青空なのか？ / 세계는 어디까지 푸른 하늘인가?
2. 僕の涙は流れない / 내 눈물은 흐르지 않아 - SNS 선발
3. 抱いてやっちゃ桜木町 / 안아줘 사쿠라기쵸 - 나카이 리카 로스 인디오스
4. 世界はどこまで青空なのか？ off vocal ver.
5. 僕の涙は流れない off vocal ver.
6. 抱いてやっちゃ桜木町 off vocal ver.

DVD
1. 世界はどこまで青空なのか？ Music Video
2. 抱いてやっちゃ桜木町 Music Video
3. collaboration

### Type-C
자켓 사진: 하세가와 레나, 야마다 노에, 니시가타 마리나, 혼마 히나타, 야마구치 마호, 무라쿠모 후우카, 미야지마 아야
CD
1. 世界はどこまで青空なのか？ / 세계는 어디까지 푸른 하늘인가?
2. 僕の涙は流れない / 내 눈물은 흐르지 않아 - SNS 선발
3. ナニカガイル / 무엇인가 있다
4. 世界はどこまで青空なのか？ off vocal ver.
5. 僕の涙は流れない off vocal ver.
6. ナニカガイル off vocal ver.

DVD
1. 世界はどこまで青空なのか？ Music Video
2. ナニカガイル Music Video
3. collaboration

### NGT48 CD반
자켓 사진: 선발 멤버 전원
CD
1. 世界はどこまで青空なのか？ / 세계는 어디까지 푸른 하늘인가?
2. 僕の涙は流れない / 내 눈물은 흐르지 않아 - SNS 선발
3. ぎこちない通学電車 / 어색한 통학전차 - 고향 팀
4. 世界はどこまで青空なのか？ off vocal ver.
5. 僕の涙は流れない off vocal ver.
6. ぎこちない通学電車 off vocal ver.

## 선발 멤버

### 세계는 어디까지 푸른 하늘인가?
(센터 : 오기노 유카)
- 선발:오기노 유카, 오구마 츠구미, 카토 미나미, 사토 안쥬, 타카쿠라 모에카, 나카이 리카, 니시가타 마리나, 혼마 히나타, 야마다 노에, 카도 유리아, 미야지마 아야
- 졸업생:카시와기 유키, 키타하라 리에, 스가하라 리코, 야마구치 마호, 하세가와 레나, 무라쿠모 후우카, 타노 아야카

### 내 눈물은 흐르지 않아
SNS 선발 명의
(센터 : 나카이 리카)
- 선발: 오기노 유카, 오구마 츠구미, 카토 미나미, 나카이 리카, 니시가타 마리나, 혼마 히나타, 나카무라 아유카, 나라 미하루, 니시무라 나나코, 미야지마 아야
- 졸업생:스가하라 리코, 야마구치 마호, 하세가와 레나

### 어른이 되기 전에
리얼 학생 선발 명의
(센터 : 오구마 츠구미)
- 선발: 오구마 츠구미, 사토 안쥬, 타카쿠라 모에카, 혼마 히나타, 야마다 노에, 카도 유리아, 쿠사카베 아이나, 세이지 레이나, 타카하시 마우
- 졸업생:스가하라 리코, 하세가와 레나

### 안아줘 사쿠라기쵸
나카이 리카 로스 인디오스 명의
- 선발: 나카이 리카

### 무엇인가 있다
(센터 : 혼마 히나타)
- 선발:오기노 유카, 오구마 츠구미, 카토 미나미, 사토 안쥬, 타카쿠라 모에카, 나카이 리카, 니시가타 마리나, 혼마 히나타, 야마다 노에, 오오타키 유리아, 카도 유리아, 쿠사카베 아이나, 세이지 레이나, 타카하시 마우, 나카무라 아유카, 니시무라 나나코, 미야지마 아야, 나라 미하루
- 졸업생:카시와기 유키, 키타하라 리에, 스가하라 리코, 야마구치 마호, 하세가와 레나, 무라쿠모 후우카, 타노 아야카

### 어색한 통학전차
고향 팀 명의
(센터 : 카토 미나미, 나카무라 아유카)
- 선발: 오기노 유카, 카토 미나미, 나카무라 아유카, 니시무라 나나코, 나라 미하루
- 졸업생:카시와기 유키, 키타하라 리에, 무라쿠모 후우카, 타노 아야카